# Sakura Oda
Sakura Oda (japonês: 小田 さくら, Hepburn: Ōda Sakura, Zama, 12 de março de 1999)  é uma cantora pop japonesa. Ela é um membro da 11ª geração do grupo pop Morning Musume . Antes de se juntar ao Morning Musume, Oda era uma integrante do Hello! Pro Egg.

## Biografia
No verão de 2011, Sakura Oda participou da audição de 2ª geração S / milhagem, mas não passou.  Em novembro de 2011, ela foi adicionada ao Hello! Pro Egg, um Olá! Grupo de trainees do projeto, que mais tarde foi renomeado como "Hello! Pro Kenshūsei ". 
Em meados de 2012, Sakura Oda participou da audição da 11ª geração do Morning Musume, na qual participaram 7 mil inscritos.  Ela avançou para a rodada final, com 5 outras garotas. Em 14 de setembro de 2012, em uma excursão pública de 15 anos do Generalprobe de Morning Musume realizada no Harmony Hall Zama em Kanagawa (prefeitura de Sakura), foi anunciado que Sakura Oda foi a única escolhida para se juntar ao grupo. 
Seu apelido em Olá! Pro Kenshūsei é Sakura.  Ela admira Ai Takahashi e Risa Niigaki em termos de canto, e Saki Nakajima de Cute em termos de dançar. 

## Grupos da Hello! Project
- Hello! Pro Egg (2011–2012)
- Morning Musume (2012 – presente)
- ODATOMO (2014-2016)

## Discografia
Para os lançamentos de Sakura Oda com o Morning Musume, veja a discografia do Morning Musume .

### DVDs e Blu-rays a Solo
| # | Título                                | Detalhes                                                                                | Gráficos       |
| # | Título                                | Detalhes                                                                                | Oricon Blu-ray |
| - | ------------------------------------- | --------------------------------------------------------------------------------------- | -------------- |
| 1 | Saudação ~ Oda Sakura ~               | - Data de lançamento: 30 de janeiro de 2013 - Etiqueta: Up-Front Works (série e-Hello!) | -              |
| 2 | Por trás do Photobook ~ Sakura Moyō ~ | - Data de lançamento: 29 de novembro de 2016 - Etiqueta: Trabalhos Up-Front             | -              |
| 3 | Sakura em Guam                        | - Data de lançamento: 27 de dezembro de 2017 - Etiqueta: Zetima (EPXE-5127)             | 59             |